# Anik Badżra
Anik Badżra (arab. عنيق باجرة) – wieś w Syrii, w muhafazie Hama. W 2004 roku liczyła 313 mieszkańców.